# Pavé de Roubaix (fromage)
Pour la course cycliste éponyme, voir Paris-Roubaix juniors.
Le pavé de Roubaix, aussi appelé pavé du Nord, est un fromage français au lait de vache, originaire de Roubaix, très proche de la mimolette mais de forme parallélépipédique, rappelant celle d'un pavé d'où son nom.

## Histoire
Le fromage est traditionnellement fabriqué rue du Luxembourg à Roubaix depuis le début du XXe siècle.

## Description
C'est un fromage qui ressemble à la mimolette, mais en un peu plus sec. Il a la forme d’un pain rectangulaire et existe en demi-vieux, extra-vieux. Il est affiné pendant 11 à 12 mois à une température d’environ 15 °C et vieilli sur bois. Il est retourné et brossé à la main une fois par mois.